# Adenomus
Adenomus es un género de anfibios anuros la familia Bufonidae. Incluye solo dos especies de sapos, ambas endémicas de Sri Lanka.

## Especies
Se reconocen las siguientes según ASW:
- Adenomus kandianus (Günther, 1872)
- Adenomus kelaartii (Günther, 1858)